# Hukbalahap
L'Hukbalahap (sigla dal filippino Hukbong Bayan Laban sa mga Hapon, trad. "Esercito della nazione contro i giapponesi"), conosciuto anche come Hukbong Laban sa Hapon (trad. "Esercito anti-giapponesi") è stato un movimento di guerriglia formato da filippini, in particolare contadini del Luzon Centrale, schierati contro l'occupazione dell'Impero del Giappone durante la seconda guerra mondiale. Il periodo di attività del movimento è compreso tra il 1940 ed il 1965. Si contrappose all'ideologia filo-occidentale dopo l'indipendenza delle Filippine.

Bandiera del movimento Hukbalahap

Il gruppo si costituì dopo l'invasione giapponese nel marzo 1942 e fu fondato dai contadini si radunarono in una radura del Cabiao, tra le provincie di Tarlac, Pampanga e Nueva Ecija. Fondata l'organizzazione, venne scelto il nome Hukbong Bayan Laban sa mga Hapon. Venne eletto presidente Luis Taruc (nato il 21 giugno 1913 a San Luis e morto il 4 maggio 2005). Tra il marzo 1942 ed l'agosto 1948, il gruppo divenne esperto ed addestrato, nonché attrezzato e preparato per la guerriglia. L'esercito aumentò di unità fino a diventare da 500 a 30000 tra uomini e donne. Il partito comunista guidò il gruppo verso gli ideali marxisti e comunisti. A partire dal 1949 venne compiuta una serie di insurrezioni, omicidi (su tutti quello di Aurora Quezón, presidente della Croce Rossa e vedova del secondo presidente Manuel Quezón), rapine e attacchi. Contro l'Hukbalahap venne istituito un movimento di controguerriglia chiamato Nenita. Un'altra importante operazione contro i cosiddetti Huks fu operata dalla Task Force Panay guidata da Alfredo M. Santos.
Nel 1950 il Partito Comunista delle Filippine decise di ricostituire l'organizzazione come braccio armato di un partito rivoluzionario, provocando un cambiamento nel nome in Hukbong Mapalaya ng Bayan o HMB (trad. "Esercito popolare di liberazione"), probabilmente per emulare l'Esercito Popolare di Liberazione cinese.
Nonostante questo cambio di nome, l'HMB continuò ad essere conosciuto come Hukbalahap e la stampa di lingua inglese ha continuato ad utilizzare questa definizione alternata a Huks fino al 1952.
Il movimento è stato eliminato solo attraverso una serie di riforme e di vittorie militari ad opera del presidente Ramón Magsaysay.